# Ezinne Okparaebo
Ezinne Okparaebo (* 3. März 1988 in Imo) ist eine norwegische Sprinterin nigerianischer Herkunft.

## Sportliche Laufbahn
Okparaebo lebt in Oslo und trainiert bei IL i BUL. Bei den Junioren-Europameisterschaften 2007 in Hengelo gewann sie Gold über 100 Meter. Sie vertrat Norwegen bei den Olympischen Sommerspielen 2008. Sie nahm am 100-Meter-Lauf teil und wurde Zweite in ihrem Vorlauf hinter Kerron Stewart mit einer Zeit von 11,32 s. Das Finale erreichte sie jedoch nicht. 
Bei den Leichtathletik-Halleneuropameisterschaften 2009 in Turin gewann sie die Silbermedaille im 60-Meter-Lauf. Bei den Leichtathletik-Europameisterschaften 2010 in Barcelona stellte sie mit 11,23 s ihre persönliche Bestleistung über 100 Meter auf. Mit dieser Zeit verpasste sie zudem nur knapp die Medaillenränge und kam am Ende auf den vierten Platz.

## Bestleistungen

### Freiluft
- 100 m: 11,10 s, am 4. August 2012 in London (Norwegischer Rekord)
- 200 m: 23,30 s, am 2. Juni 2012 in Florø (Norwegischer Rekord)

### Halle
- 60 m: 7,10 s am 8. März 2015 in Prag (Norwegischer Rekord)
- 100 m: 11,42 s, am 21. Februar 2009 in Florø